# Penchen
Penchen (auch: Panchen, Pänchen, Päntschen; tib.: pan chen, tibetisch:པན་ཆེན་; THDL: Penchen; Transkription der VRCh: Bainqên; Kurzschreibung für tib.: pan di ta chen po) ist die tibetische Übersetzung für sanskrit „Mahapandita“. 
Der Titel 'Penchen' wurde im Buddhismus in Tibet als nicht offizieller Titel für besonders herausragende Gelehrte verwendet, wobei wissenschaftlich noch nicht untersucht wurde, warum einige Gelehrte diesen Titel erhielten und andere nicht.
Bekannte Träger des Titels waren u. a. der Khache Penchen Shakya Shri aus Kaschmir, der berühmte Bodong Penchen Chogle Namgyel, der Verfasser der Neuen Roten Annalen Penchen Sönam Dragpa und der Situ Penchen Chökyi Chungne.
Seit der Zeit des Lobsang Chökyi Gyeltshen (1570–1662) erhalten die höchsten Würdenträger des Klosters Trashilhünpo den Titel 'Penchen Rinpoche' („Kostbarkeit von großem Gelehrten“)  bzw. 'Penchen Lama'. 